# يان جيرارد ويسليس بوير
يان جيرارد ويسليس بوير (بالهولندية: Jan Gerard Wessels Boer)‏ هو عالم نبات هولندي، ولد في 1936 في لاهاي في هولندا.